# Komplexy přechodných kovů s alkyny
Komplexy přechodných kovů s alkyny jsou komplexní sloučeniny obsahující jeden nebo více alkynových ligandů. Jedná se o meziprodukty řady katalytických reakcí přeměňujících alkyny na jiné sloučeniny, například hydrogenací a trimerizací.

## Vznik
Alkynové komplexy přechodných kovů se často připravují odštěpením méně stálých ligandů alkyny, například řadu alkynových komplexů kobaltu lze získat reakcí příslušného alkynu s oktakarbonylem dikobaltu.
Co2(CO)8 + R2C2 → Co2(C2R2)(CO)6 + 2 CO
Mnoho dalších komplexů alkynů se připravuje redukcemi halogenidů kovů:
Cp2TiCl2 + Mg + Me3SiC≡CSiMe3 → Cp2Ti[(CSiMe3)2] + MgCl2

## Struktura

Struktury různých komplexů kovů a alkynů

Koordinace alkynů na kovy probíhá podobně jako u alkenů. Vazba kov-alkyn se popisuje Dewarovým–Chattovým–Duncansonovým modelem. Po komplexaci dojde k prodloužení vazby C-C a pozměnění vazebného úhlu; u fenylpropynového komplexu Pt(PPh3)2(C2)Ph(Me), činí vzdálenost C-C 127,7(25) pm oproti 120 pm obvyklým u volných alkynů. Úhel C-C-C se od linearity odchyluje o 40°.
Vzhledem k tomuto pozměnění vazeb jsou alkyny vykazující úhlové napětí, jako například cykloheptyn a cyklooktyn, komplexací stabilizovávany.
V infračervených spektrech se vibrace trojných vazeb C-C posouvají z přibližně 2300 cm−1, pozorovatelných u alkynů, na hodnoty okolo 1800 cm−1, což naznačuje zeslabení vazby C-C.

### η2-koordinace na jedno kovové centrum
Při navázání na jeden atom kovu se alkyn stává dihaptoligandem, obvykle poskytujícím dva elektrony. U raných komplexů tohoto druhu, například Cp2Ti(C2R2), bylo pozorováno silné prolínání vazeb π do jednoho z π* protivazebných orbitalů alkynu. Tento komplex se popisuje jako metalacyklopropenová titaničitá sloučenina. U pozdějších komplexů, jako je Pt(PPh3)2(MeC2Ph), je tento vliv slabší a oxidační číslo kovů má hodnotu 0.
V některých případech je alkyn donorem čtyř elektronů, dodává tak oba páry pí elektronů. Takovéto vazby byly nalezeny u komplexů W(CO)(R2C2)3.

### η2, η2smůstky mezi dvěma kovovými centry
Protože alkyny obsahují dvě vazby π, tak mohou vytvářet stabilní komplexy, ve kterých propojují dvě kovová centra. Alkyn dodává celkem čtyři elektrony, dva každému kovu; jako příklad komplexu s takovými vazbami lze uvést η2-difenylacetylen-(hexakarbonyl)dikobaltu.

### Benzynové komplexy
Benzynové komplexy jsou zvláštním druhem komplexů alkynů, protože benzyny nejsou stálé, když nejsou navázané na kov.

## Použití

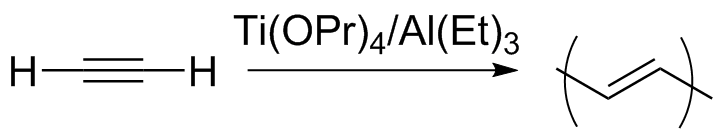
Polymerizace acetylenu katalyzovaná titanem

Alkynové komplexy kovů jsou meziprodukty při částečných hydrogenacích alkynů na alkeny:
C2R2 + H2 → cis-C2R2H2
Tyto přeměny se provádějí ve velkém měřítku v průmyslu, kde při výrobě acetylenu vzniká také ethen. Částečnou hydrogenací se vytváří cis-alkeny.
Komplexy kovů s alkyny se rovněž účastní trimerizací a tetramerizací alkynů. Cyklooktatetraen se vyrábí z acetylenu, přičemž v průběhu reakce vznikají alkynové komplexy kovů. Obdobné reakce byly použity na syntézy některých substituovaných pyridinů. Měďné komplexy alkynů jsou meziprodukty při alkynových párovacích reakcích, jako je například Glaserovo párování:
{\displaystyle {\ce {2R-\!{\equiv }\!-H->[{\ce {Cu(OAc)2}}][{\ce {pyridin}}]R-\!{\equiv }\!-\!{\equiv }\!-R}}}
Pausonovy–Khandovy reakce vytváří cyklopentenony přes kobalto-alkynové meziprodukty.
Kyselina akrylová se v minulosti vyráběla hydrokarboxylací acetylenu:
C2H2 + H2O + CO → H2C=CHCO2H
Polyacetylen, i když taková reakce nemá praktický význam, lze vytvořit za katalýzy kovy.